# Fröskogs kyrka
Fröskogs kyrka är en kyrkobyggnad som sedan 2010 tillhör Åmåls församling (2006-2010 Fröskog-Edsleskogs församling och tidigare Fröskogs församling) i Karlstads stift. Den ligger i kyrkbyn Fröskog i Åmåls kommun.

## Kyrkobyggnaden
Nuvarande spånklädda träkyrka färdigställdes 1730 och har sannolikt två föregångare av trä. 1680 ersattes en medeltida kyrka av en ny som i sin tur brann upp 1728. Kyrkan har en stomme av liggtimmer och består av ett rektangulärt format långhus med ett tresidigt kor i öster. I söder finns ett vapenhus och i norr en sakristia som båda är ursprungliga. Ytterväggarna är klädda med rödmålade ekspån som till viss del är ursprungliga. Långhuset har ett sadeltak som är Valmat över koret och täckt med tjärade spån. Vapenhuset och sakristian har varsina sadeltak klädda med skiffer. Kyrkan restaurerades 1923 efter en brand orsakad av ett blixtnedslag, varvid altarringen tillkom och läktaren byggdes om. Den räknas av många till Dalslands tre vackraste.
Kyrkorummet har ett platt trätak med målningar utförda 1739 av Hans Georg Schüffner. De har motiv ur Gamla och Nya testamentet. 

## Klockstapel
Söder om kyrkan finns en klockstapel som är klädd med faluröd lockpanel och har ett skifferklätt tak. Troligen är stapeln samtida med nuvarande kyrka.

## Inventarier

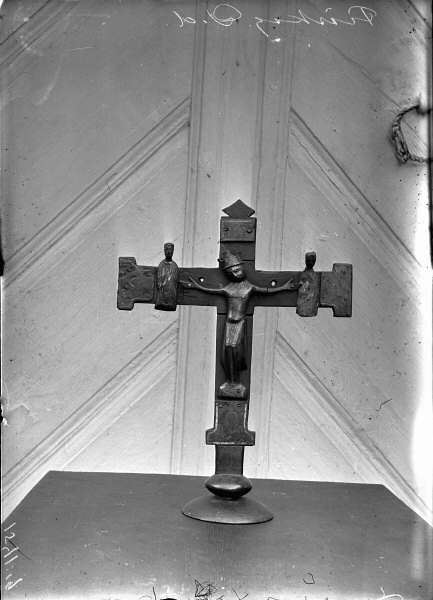
Altarkrucifixet

- Äldst är ett altarkrucifix från 1200-talet, som härstammar från den franska staden Limoges.
- Altaruppsatsen och predikstolen med uthuggna evangelistfigurer är utförda 1739 av Nils Falk.
- En dopfunt av trä är troligen från 1920-talet.
- Änglarna som bär upp psalmnummertavlorna på var sida om koret är utförda av bildhuggaren Isac Schullström på 1770-talet.
- De slutna bänkkvarteren är från 1700-talet även om de delvis byggdes om 1923.

### Orgel
- 1892 byggde A G Johansson, Skallsjö en orgel.
- 1920 byggde Olof Hammarberg, Göteborg en orgel med 6 stämmor på en manual.
- År 1958 tillkom ett nytt pneumatiskt verk tillverkat av E. A. Setterquist & Son Eftr., Örebro med elva stämmor fördelade på två manualer och pedal.[2] Fasaden är från 1920 års orgel.

| Huvudverk I   | Svällverk II      | Pedal              | Koppel   |
| Gedackt 8´    | Rörflöjt 8´       | Subbas 16´         | I/P      |
| Principal 4'  | Gemshorn 4'       | Koralbas 4' (tr I) | II/P     |
| Kvintadena 4' | Blockflöjt 2'     |                    | II/I     |
| Oktava 2'     | Larigot 1 1/3'    |                    | I 4'/I   |
| Mixtur 3 chor | Crescendosvällare |                    | II 16'/I |
|               |                   |                    | II 4'/I  |